# Und
Und község (horvátul: Unda, németül: Undten) Győr-Moson-Sopron vármegyében, a Soproni járásban. A népesség kb. 60%-a horvát nemzetiségű, de sokan közülük egyúttal magyarnak is vallják magukat.

## Fekvése
Az Alpokalján, a mai országhatár közvetlen közelében helyezkedik el. Egyutcás, fésűs beépítésű település. Sokáig nehezen megközelíthető helység volt, ma is távol esik a nagy forgalmú utaktól. Mindössze két települési szomszédja van: kelet felől Sopronhorpács, délnyugati irányból pedig Zsira. A legközelebbi városok: Csepreg, Bük és Kőszeg.

### Megközelítése
Csak közúton érhető el, a két települési szomszédja felől, a 8626-os úton. Az ország távolabbi részei felől a legegyszerűbben a 84-es főútról közelíthető meg, Lövőnél letérve a 8627-es útra, majd Sopronhorpácstól a 8626-os úton. 2007-től helyreállt a trianoni határmódosítás miatt elvesztett egykori közúti kapcsolata Fülessel (Nikitsch) is.
Vasútvonal nem érinti, a legközelebbi vasúti csatlakozási lehetőséget a Sopron–Szombathely-vasútvonal Lövő vasútállomása kínálja, mintegy 9 kilométerre keletre. A község elérhető menetrend szerinti autóbuszjáratokkal is.

## Története és mai élete
Első írásos említése 1225-ben történt „Vnd” alakban írva, személynévből. A tatárjárás után horvátok települtek ide Zágráb környékéről. Az Osl és a Pok-nemzetségből leszármazott családok birtoka volt a középkorban. 1408-ban mezőváros. A 16. század első felében a Pokyak fészke, de 1543 óta birtokuk az Ostffyak kezére került. 1541-ben Gróf Bernát már az Ostffyaktól vásárolt tekintélyes birtokrészeket. Ostffy Tamásnak 1549-ben majorüzeme volt, 1564-ben újból két jobbágytelket vett hozzá.
1588-ban említik az adólajstromok a papok házát. 1596-ban a Pokyak visszakövetelték birtokrészüket az Ostffyaktól, az országgyűlés Nádasdy Ferenc főkapitányt bízta meg az ügy kivizsgálásával. Ennek nyomán az Ostffyak helyét a Pokyak leszármazottai foglalták el. Salamonfa földesura, Rátky Menyhért a 16. század végén öröklés jogán ült az egykori Gróf-tulajdont képező ingatlanok birtokába. A lakosság a 16. századi nagy horvát bevándorlás idején lett horváttá, azóta évszázadokon keresztül elárasztotta a szomszédos falvakat horvátokkal. Zsira, Horpács horvát családnevei sok egyezést mutatnak az undi családnevekkel. A Rátky és a Poky-családok bírták a falut a 17. században is. 1622-ben 34 ház lakatlan. 1635-ben Rátky György birtokában vannak az úrbéresek, a Poky-család kezén pedig a major.
Und a 18. században népes település, 50 jobbágytelekkel és 17 zsellérháztartással. 1738-ban országos vásártartási jogot kapott a település. Főleg köznemesek a birtokosok. 1750-ben épült az első templom. Az 1700-as évek végén nagy tűzvész pusztította el a falut, ezután épült fel a dombosabb mai helyén.
1871-ben iskolát létesítettek a faluban. 1939-ben bevezették a villanyt. A trianoni békeszerződést követően 1920-tól határmenti község. A két világháború között a gróf Zichy-Meskó Jakabnak volt Undon nagybirtoka. A világgazdasági válság Undra is nehéz napokat hozott. A legszegényebbek Ausztriába jártak részes munkára. Többen a faluból nyírfa seprűt készítettek, azokat árulták és gyümölccsel piacoztak. Iparosuk több is volt: bognár, kovács, asztalos, cipész, vendéglős, boltos.
1945-ben 77 földigénylő 140 kh. földet kapott, de a falu lakóinak megélhetését ez sem biztosította. A szorgalmas undiak már az elmúlt századokban is átjártak Ausztriába dolgozni, 1945 után ezt nem tehették meg, ezért az itthoni nagyobb építkezéseken vállaltak munkát. 1950-ben tsz alakult, amelyet 1959-ben Új Élet Tsz néven újjászervezték. 1958-ban bővítették az iskolát, 1961-ben napközi otthonos óvoda épült. 1984-ben a járási rendszer megszűnésével Und a nagyközségi közös tanáccsal rendelkező Sopronhorpács egyik társközsége lett és csak 1990-ben nyerte vissza önállóságát. Az egykori vasfüggöny határsávjában burkolt út létesült, 2007-ben a Schengeni egyezményhez való csatlakozást követően Fülessel felé is megnyílt a határ. 2012. januárjában elkészült a Fülesre menő út teljes felújítása és kiszélesítése, mivel a korábbi határőrségig épült út az igénybevételtől teljesen tönkrement.
Az undiak szeretettel ápolják szokásaikat és hagyományaikat: a májusfa állítást, pünkösdölést, lakodalmi és újévi köszöntőket, a horvát nyelvet, táncokat és a népviselet emlékeit. Megoldották a gyerekek anyanyelvi oktatását, a könyvtárban a horvát irodalom alkotásaiból válogathatnak eredeti nyelven. Kiépült és fejlődik a település lakóit ellátó egészségügyi, kereskedelmi és kulturális alapszolgáltatások rendszere. Legnépszerűbb sport a labdarúgás, az undi csapat a soproni körzet legjobbjai között szerepel.

## Közélete

### Polgármesterei
- 1990–1994: Ifj. Guzmits Ferenc (független)[6]
- 1994–1998: Guzmits Ferenc (független)[7]
- 1998–2002: Guzmits Ferenc (független)[8]
- 2002–2006: Guzmits Ferenc (független)[9]
- 2006–2010: Guzmits Ferenc (független)[10]
- 2010–2014: Guzmits Ferenc (független)[11]
- 2014–2019: Pintér Tamás (független)[12]
- 2019–2024: Pintér Tamás (független)[13]
- 2024– : Pintér Tamás (független)[1]

## Népesség
A település népességének változása:
| Lakosok száma | 323  | 336  | 335  | 350  | 343  | 334  | 326  |
|               | 2013 | 2014 | 2015 | 2021 | 2022 | 2023 | 2024 |

A 2011-es népszámlálás során a lakosok 54,5%-a magyarnak, 0,3% bolgárnak, 61,3% horvátnak, 2,9% németnek, 0,3% szlováknak mondta magát (3,2% nem nyilatkozott; a kettős identitások miatt a végösszeg nagyobb lehet 100%-nál). A vallási megoszlás a következő volt: római katolikus 86,5%, református 1,3%, evangélikus 2,6%, felekezeten kívüli 1,9% (5,8% nem nyilatkozott).
2022-ben a lakosság 90,7%-a vallotta magát magyarnak, 38,2% horvátnak, 5% németnek, 0,6% bolgárnak, 1,5% egyéb, nem hazai nemzetiségűnek (4,4% nem nyilatkozott; a kettős identitások miatt a végösszeg nagyobb lehet 100%-nál). Vallásuk szerint 63% volt római katolikus, 4,7% református, 2,6% evangélikus, 0,6% ortodox, 1,2% egyéb keresztény, 1,2% egyéb katolikus, 2,6% felekezeten kívüli (24,2% nem válaszolt).

## Nevezetességei
- A Szent Márton-templom egyhajós, egytornyos, puritán barokk épület, 1750-ben épült. Szentélyét 1865-ben megtoldották. Előtte magas oszlopon 18. századi Szentháromság-szobor áll, maga az oszlop 1868-ban készült. A temető bejáratánál pilléren álló tabernákulumban domborművű feszület látható, fölötte kereszt. A falu szélén Madonna-szobor áll. A Fő utcában és a Fülesi úton műemlék jellegű régi lakóházak vannak.
- Szent Márton-kápolna Zsira felé
- Szent Márton útvonal egyik állomása
- Horgásztó Zsira felé.
- Határ kocsma[16][17]

## Galéria

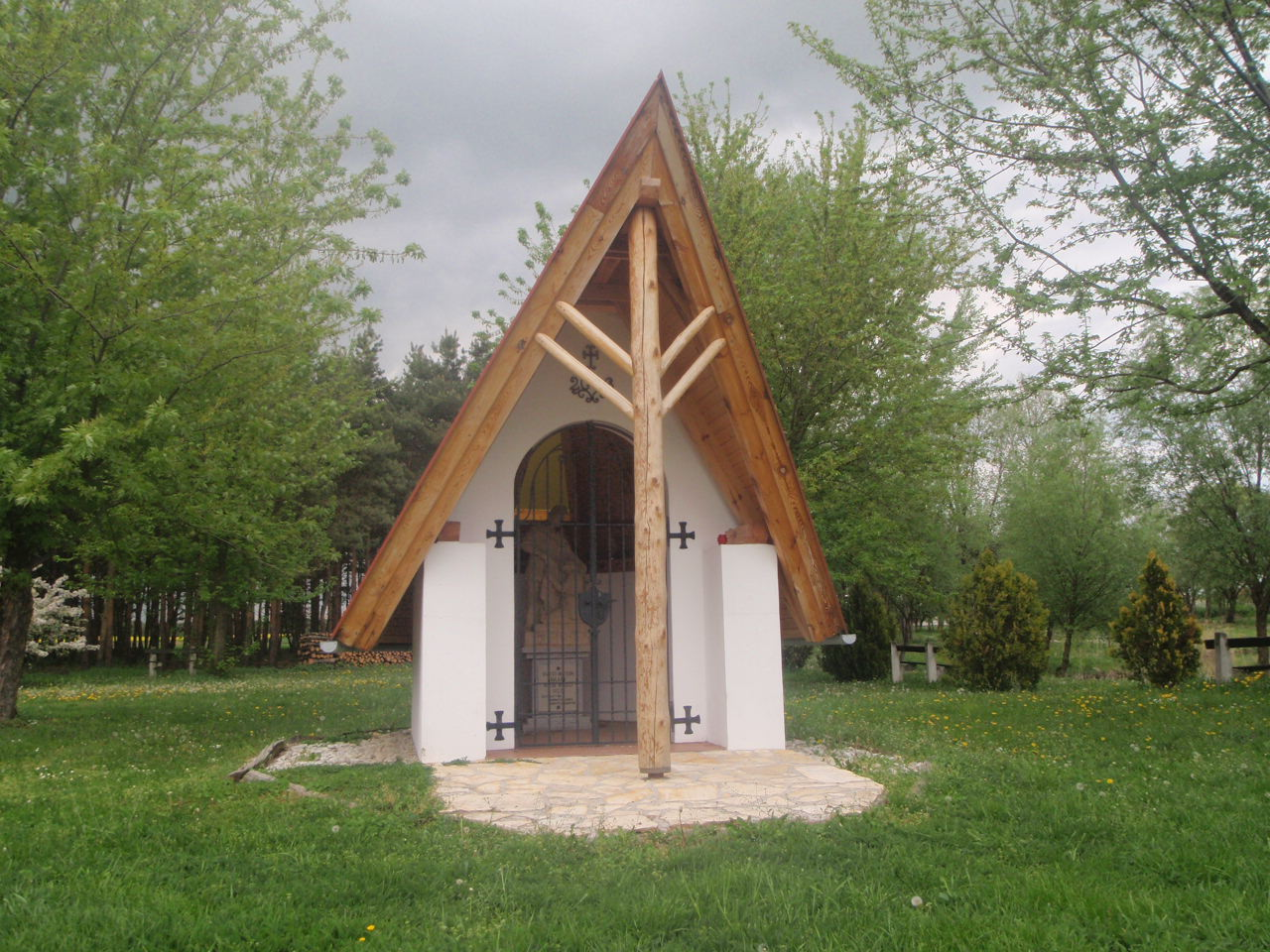
Szent Márton kápolna kívülről...
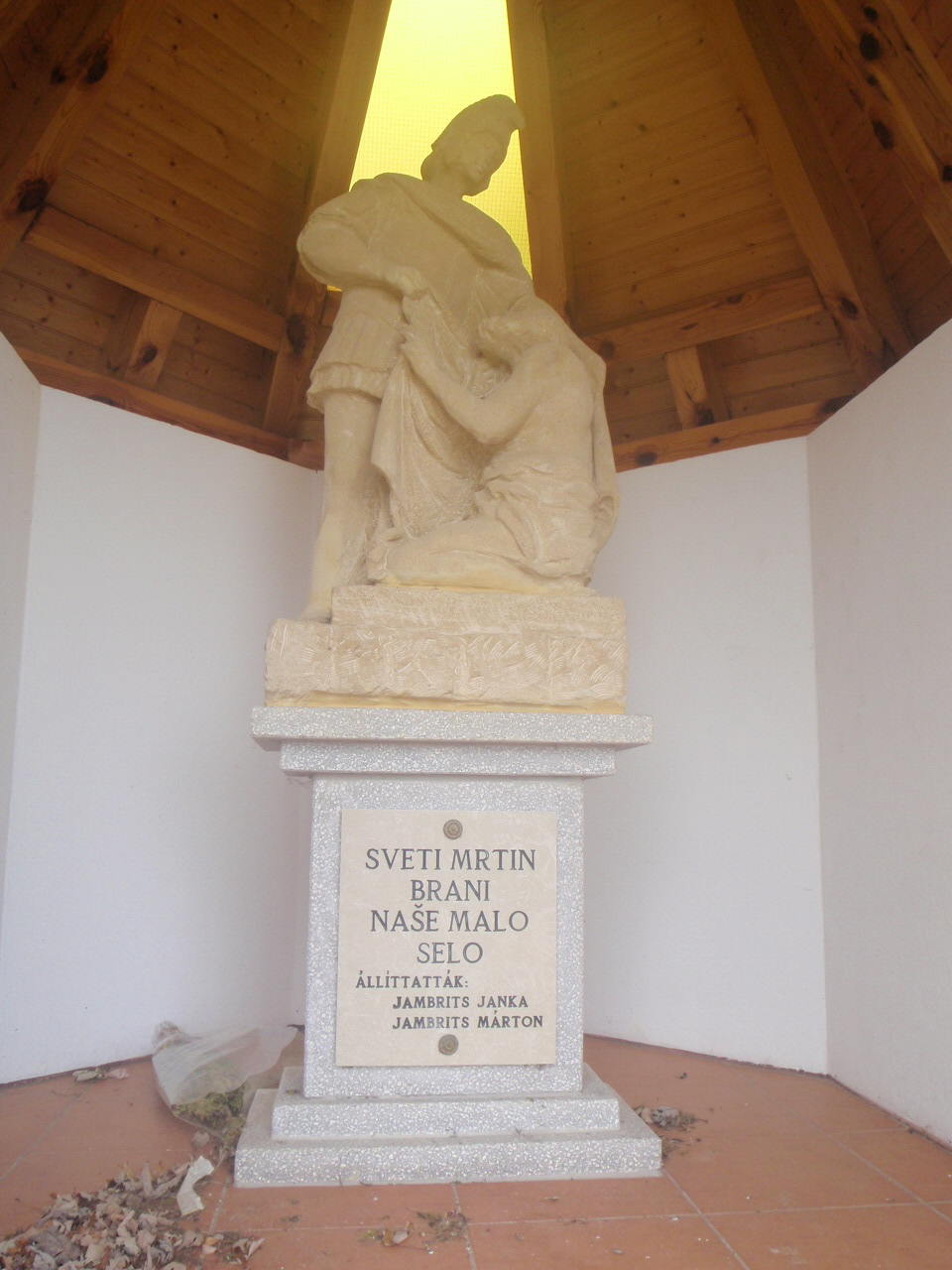
... és belülről
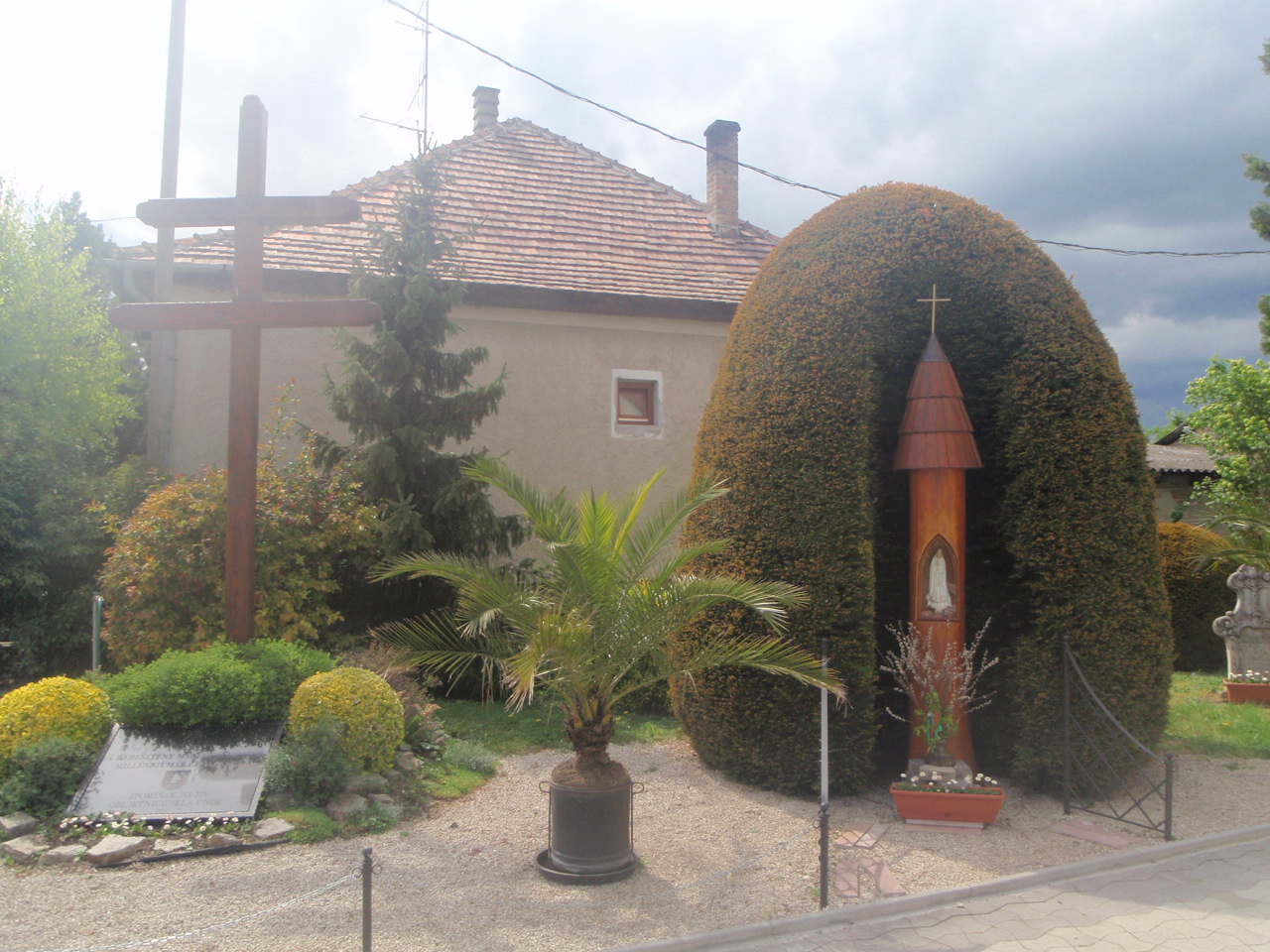
Millenniumi emlékmű
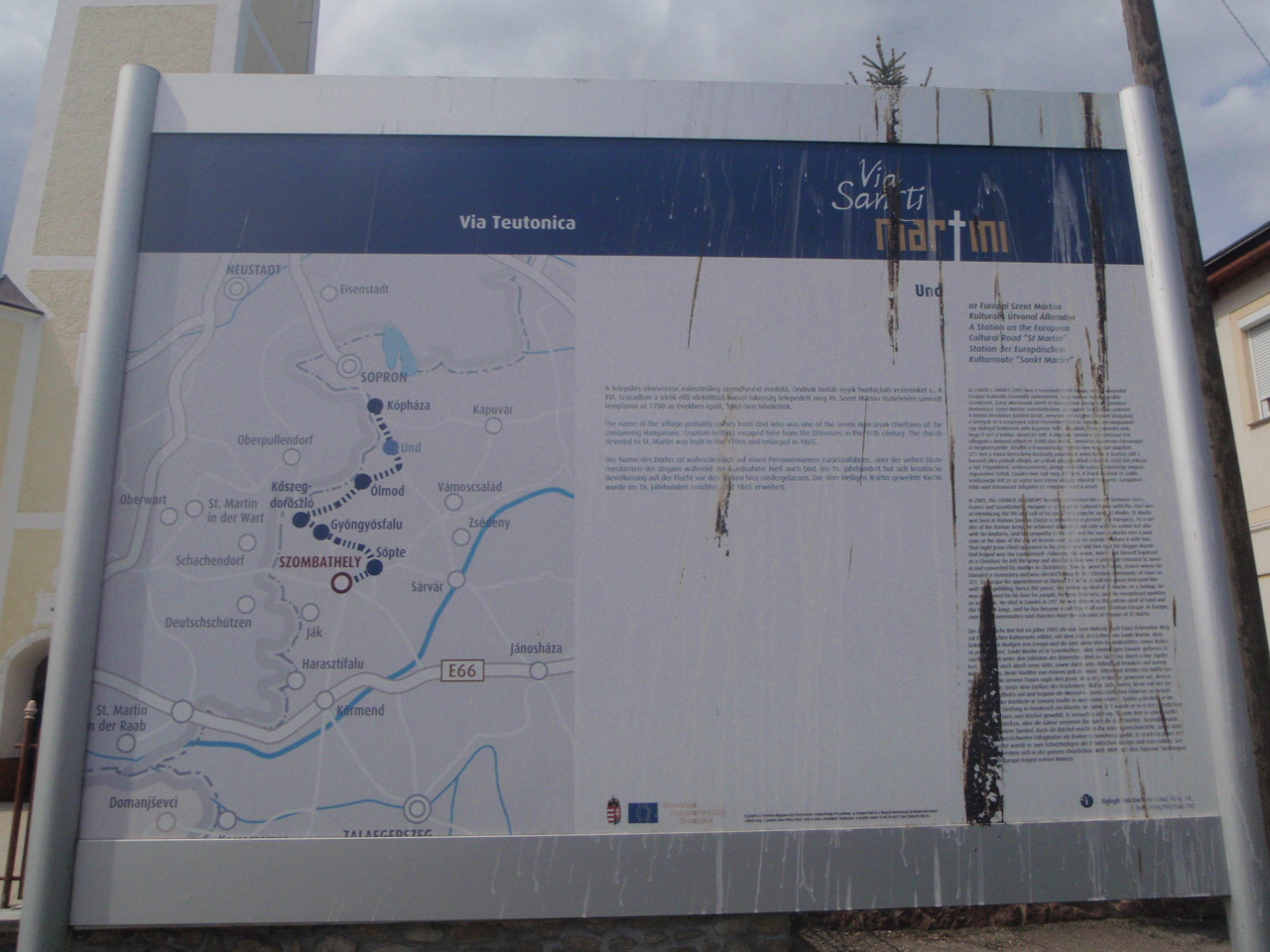
Szent Márton útvonal állomása
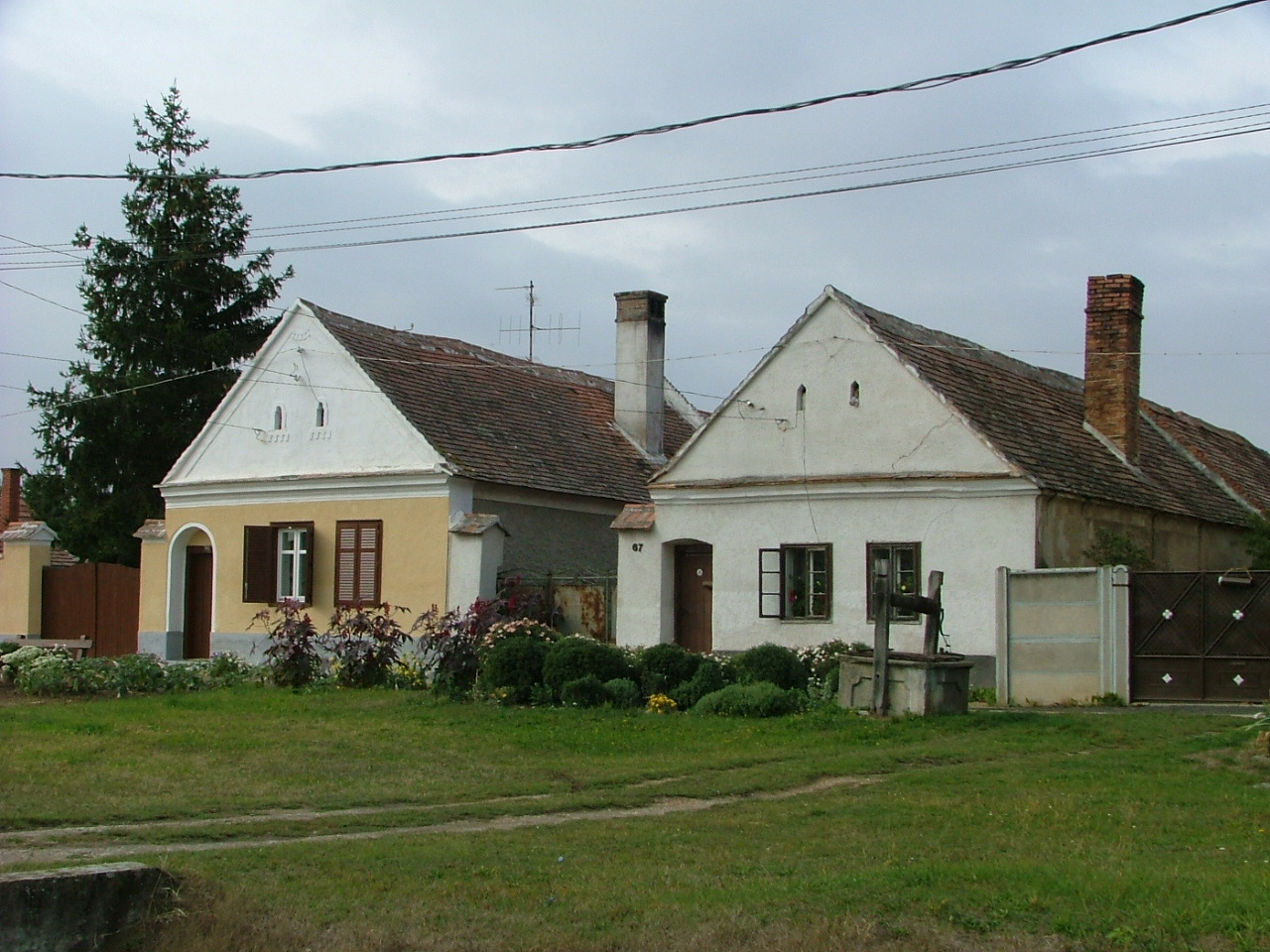
Régi lakóházak, a Fő utcában
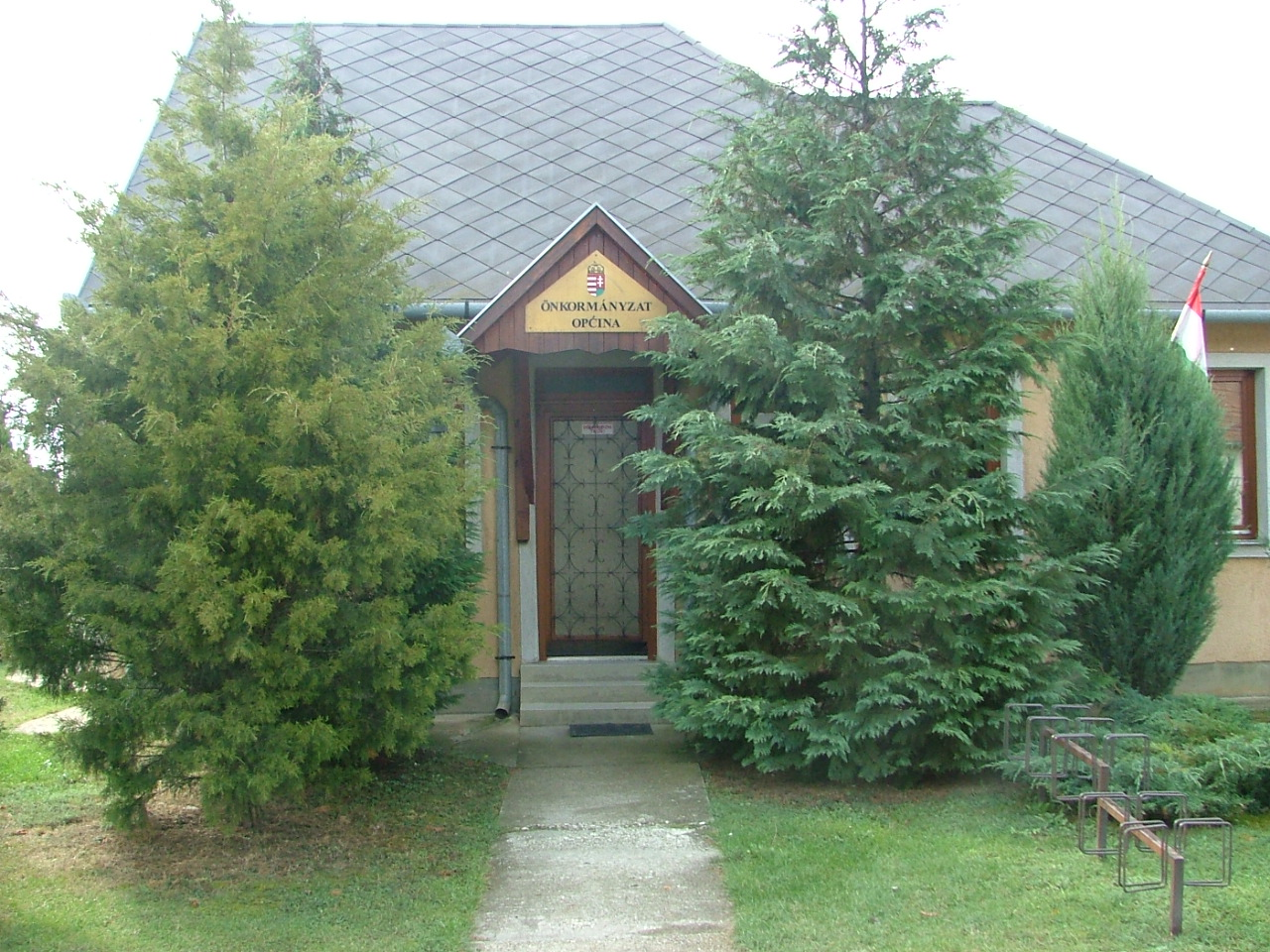
A Polgármesteri hivatal bejárata
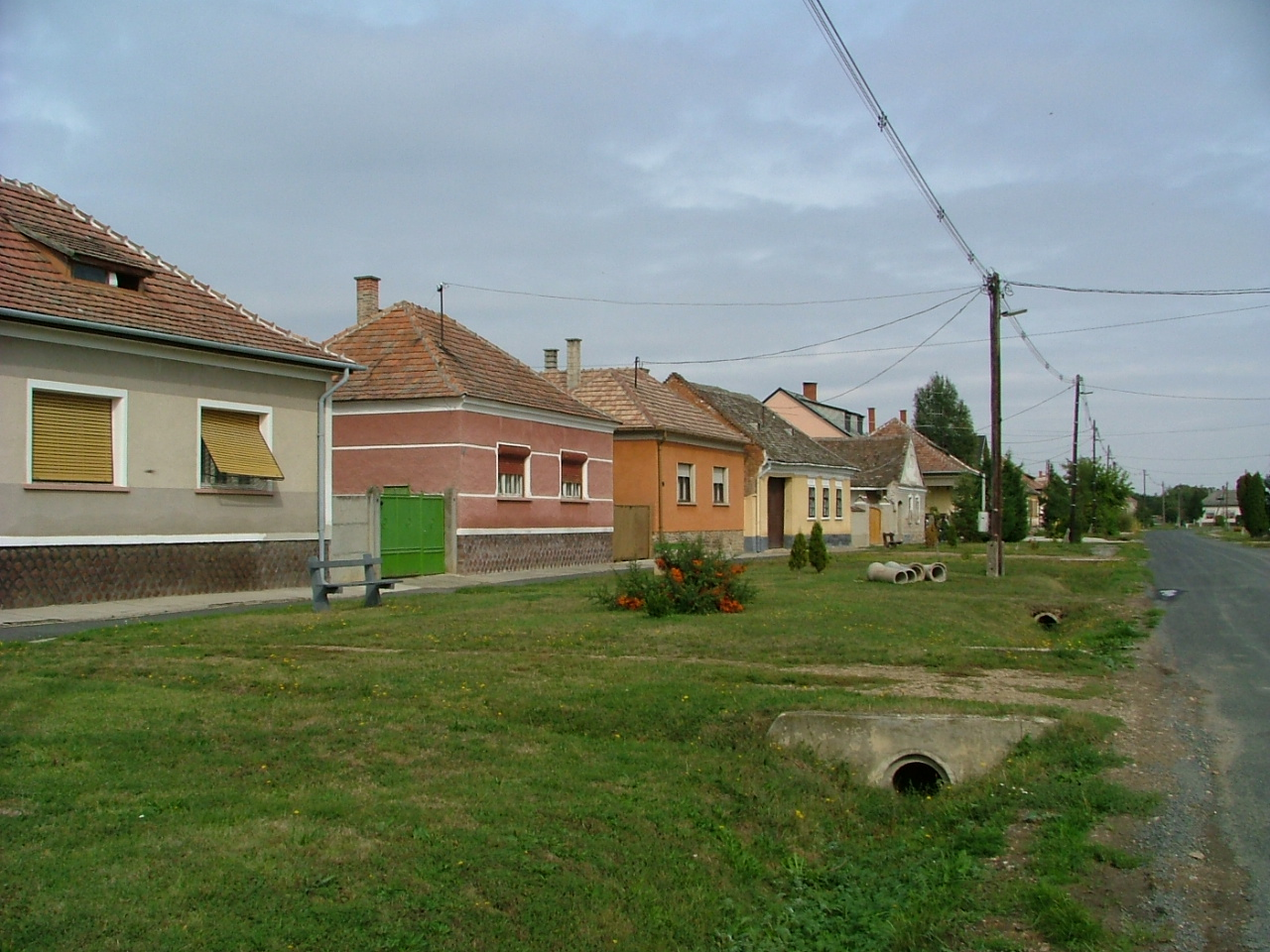
Fő utca
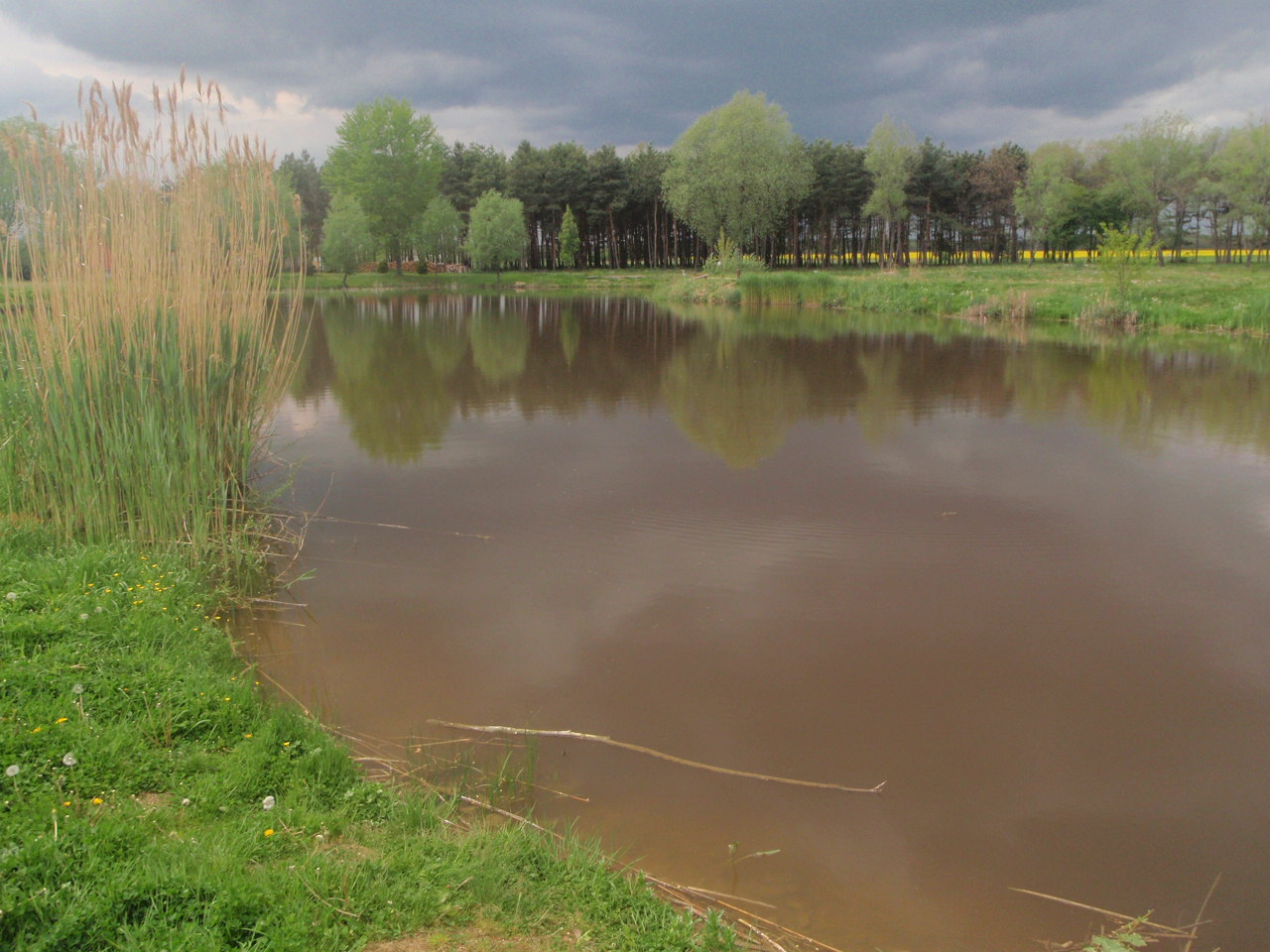
Horgásztó
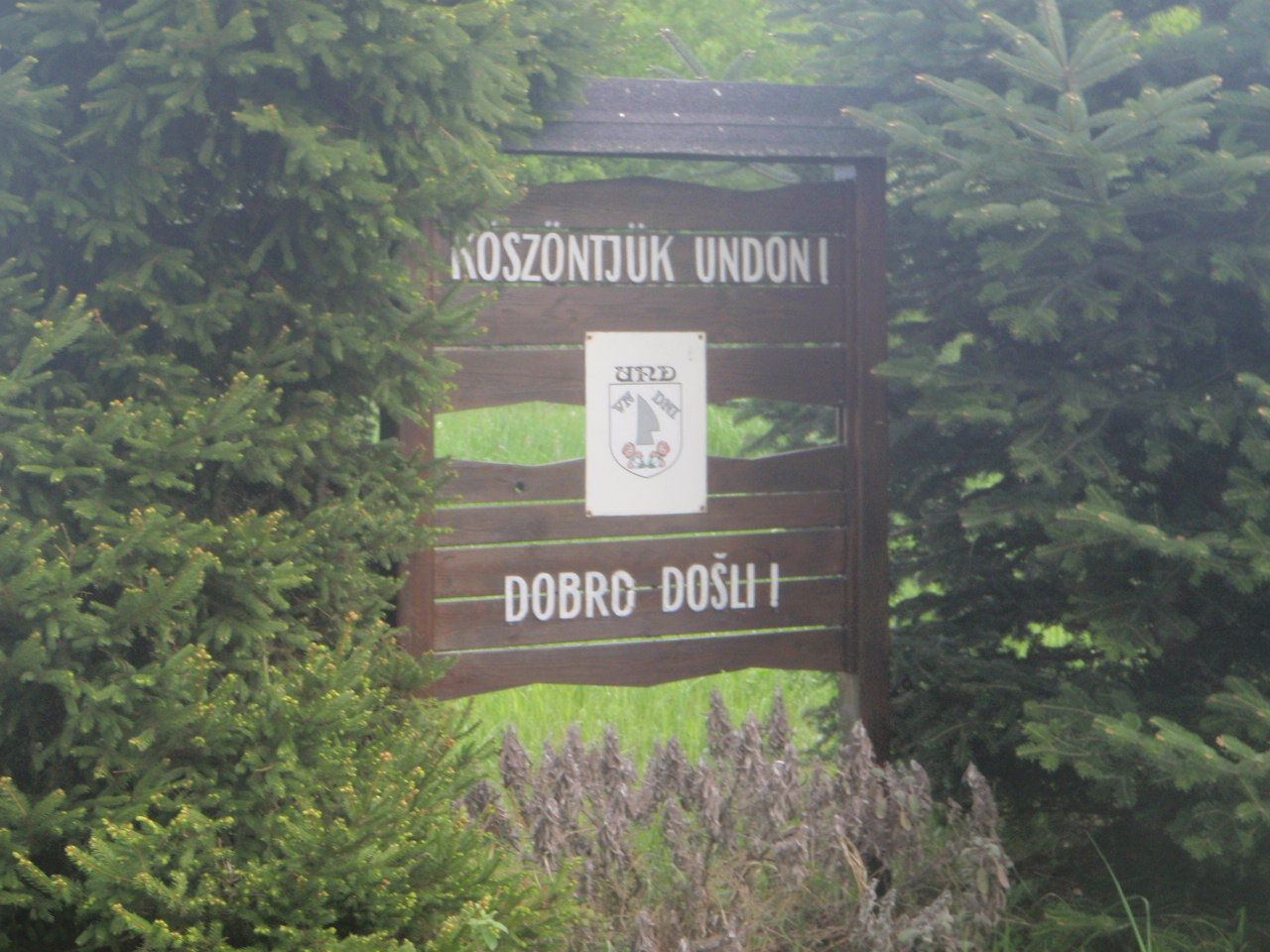
Kétnyelvű üdvözlőtábla
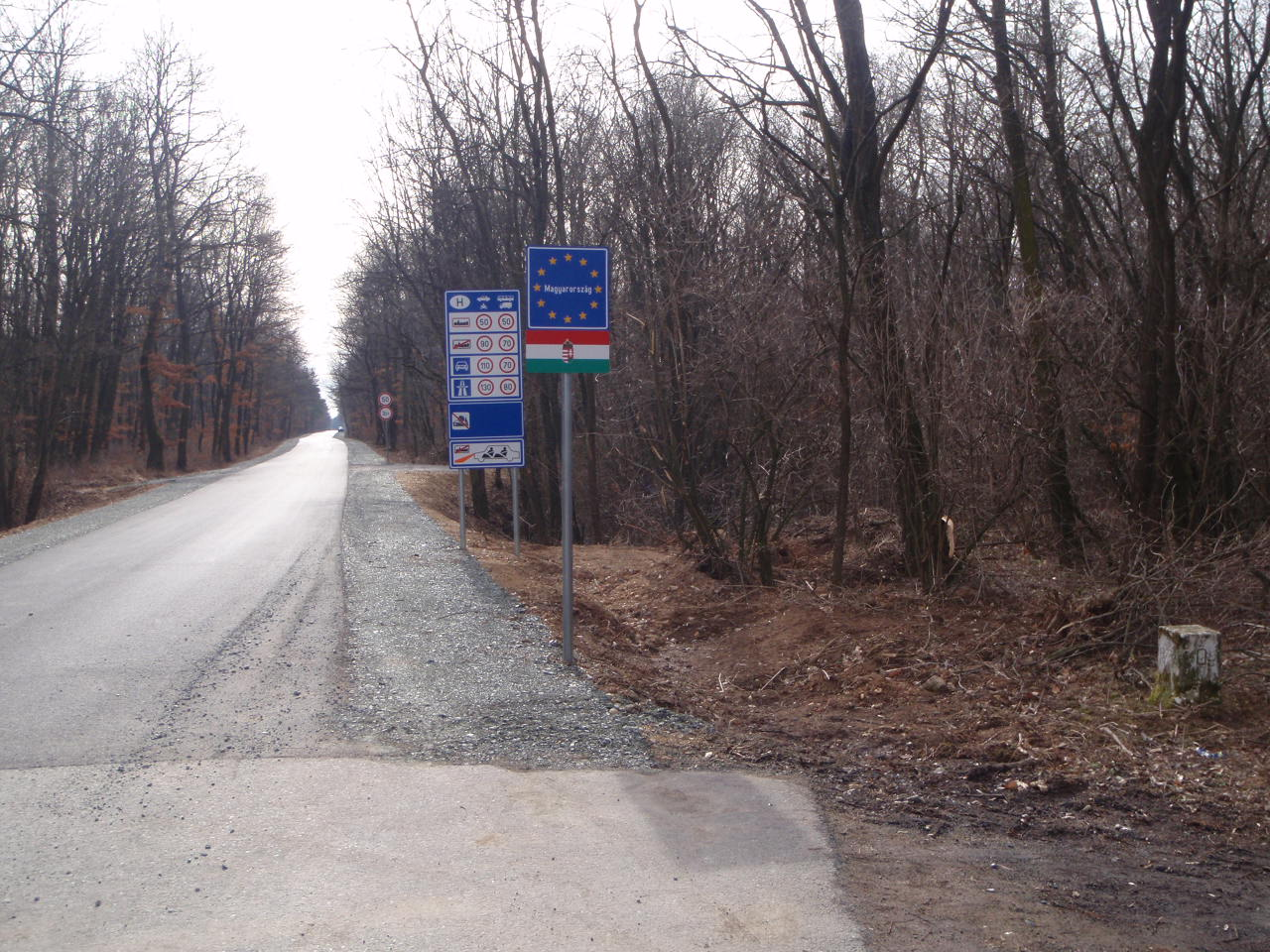
A 2007-ben megnyitott közúti kapcsolat Füles felé, felújítva 2011-ben